# Illampu
De Illampu is een berg in de Cordillera Real in de Andes in Bolivia.